# Чокеней
Чокеней (рум. Ciocănăi) — село у повіті Арджеш в Румунії. Входить до складу комуни Мошоая.
Село розташоване на відстані 113 км на північний захід від Бухареста, 6 км на захід від Пітешть, 96 км на північний схід від Крайови, 110 км на південний захід від Брашова.

## Населення
За даними перепису населення 2002 року у селі проживали 593 особи, усі — румуни. Усі жителі села рідною мовою назвали румунську.